# Lazarus Fuchs
Lazarus Immanuel Fuchs (1833-1902) va ser un matemàtic alemany, conegut pels seus influents treballs sobre equacions diferencials lineals.

## Vida i Obra

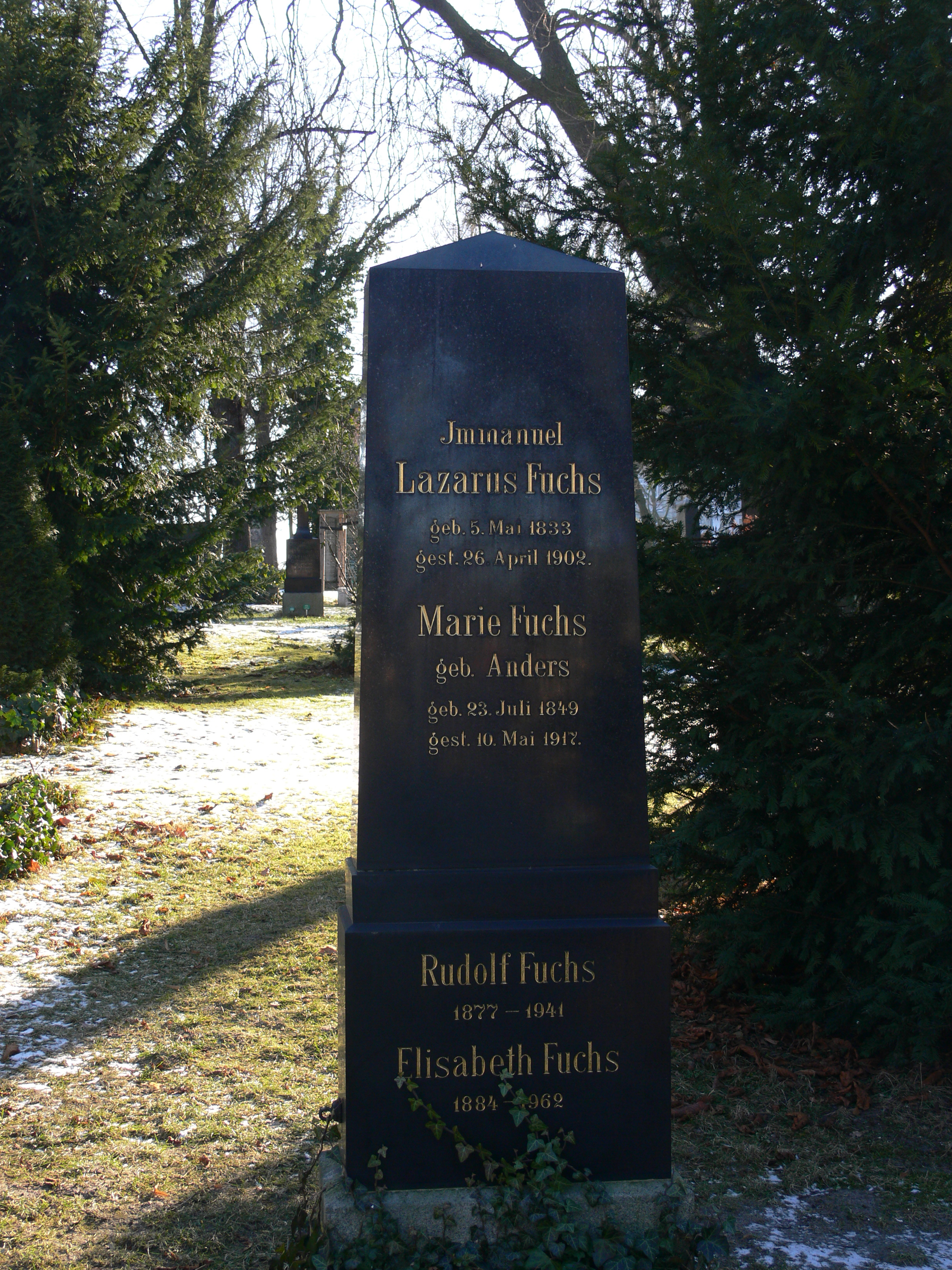
Tomba al cementiri de Sant Matias de Berlin

Fuchs era fill d'un mestre jueu amb pocs mitjans econòmics. Amb moltes penalitats va aconseguir fer els seus estudis secundaris al Institut (Gymnasium) Frederic Guillem de Posen, on va conèixer Leo Königsberger. El 1854 va ingressar a la universitat de Berlín, fent els seus estudis amb el seu amic Königsberger i vivint tots dos del que guanyava ell donant classes particulars.
El 1858 es va doctorar, però va patir la discriminació per la seva religió, fins que, finalment el 1860 es va decidir a convertir-se al cristianisme. El 1865 va ser professor adjunt de la universitat de Berlín, el 1867-1868 va ser professor de l'Escola d'Artilleria i Enginyeria Militar, el 1869 va ser nomenat professor de la universitat de Greifswald, el 1874 de la de Göttingen i el 1875 de la de Heidelberg.
El 1884 va retornar a Berlín per ocupar la càtedra que havia tingut el seu professor Ernst Kummer. Va donar classes a la universitat de Berlín fins a la seva mort el 1902.
Des de 1892 va ser l'editor del Journal de Crelle, en substitució del difunt Leopold Kronecker.
L'obra de Fuchs és considerada un com pont entre les recerques fonamentals de Cauchy, Riemann i Weierstrass i la teoria moderna de les equacions diferencials de Poincaré, Painlevé i Picard. La seva recerca més important va ser sobre el punts singulars de les equacions diferencials lineals. La seva primera publicació sobre el tema va ser el 1866, i va ser seguit d'una cinquantena d'articles fins a les seves contribucions més importants de 1884.
Els seus estudis de 1876, amb Hermite, van ser un pas fonamental en la teoria de les funcions modulars.
Les seves obres completes van ser editades en tres volums pel seu fill, Richard Fuchs, i el seu deixeble i gendre Ludwig Schlesinger (1904-1909) sota el títol de Gesammelte Mathematische Werke von L. Fuchs